# Orašac, Bihać
Orašac je naselje v občini Bihać, Bosna in Hercegovina. 

## Deli naselja
Brižine, Crkvina, Duljci, Grad, Hadžića Glavica, Kaluđerica, Lončić, Lužine, Orašac, Pađeni in Zaglavica.

## Prebivalstvo
| Pregled števila prebivalcev po letih | Pregled števila prebivalcev po letih | Pregled števila prebivalcev po letih | Pregled števila prebivalcev po letih | Pregled števila prebivalcev po letih | Pregled števila prebivalcev po letih |
| ------------------------------------ | ------------------------------------ | ------------------------------------ | ------------------------------------ | ------------------------------------ | ------------------------------------ |
| 1948                                 | 1953                                 | 1961                                 | 1971                                 | 1981                                 | 1991                                 |
| -                                    | -                                    | -                                    | 2.281                                | 2.541                                | 2.574                                |

| Narodna sestava prebivalstva po letih                                                                                            | Narodna sestava prebivalstva po letih                                                                                            | Narodna sestava prebivalstva po letih                                                                                             |
| --- | --- | --- |
| 1971 | 1981 | 1991 |
| . skupaj: 2.281 Muslimani 2.185 (95,79 %) Srbi 69 (3,02 %) Hrvati 4 (0,17 %) Jugoslovani 1 (0,04 %) drugi in neznano 22 (0,96 %) | . skupaj: 2.541 Muslimani 2.479 (97,56 %) Srbi 48 (1,88 %) Hrvati 0 (0,00 %) Jugoslovani 11 (0,43 %) drugi in neznano 3 (0,11 %) | . skupaj: 2.574 Muslimani 2.498 (97,04 %) Srbi 49 (1,90 %) Hrvati 1 (0,03 %) Jugoslovani 11 (0,42 %) drugi in neznano 15 (0,58 %) |